# Xenocoeloma alleni
Xenocoeloma alleni is een eenoogkreeftjessoort uit de familie van de Xenocoelomatidae. De wetenschappelijke naam van de soort is voor het eerst geldig gepubliceerd in 1897 door Brumpt.